# Per Lager
Per Wilhelm Lager, född 17 juni 1944 i Johannebergs församling i Göteborg, är en svensk politiker (miljöpartist), som var riksdagsledamot 1994–2002 från Västra Götalands läns västra valkrets.

## Biografi
Lager blev fil.kand. 1972 i samhällsvetenskap. Han var kulturarbetare (texter, musik, vissångare). Han var SYO-konsulent 1975–1994 på Gullmarsskolan i Lysekil. Lager var kommunpolitiker (var med och startade Miljöpartiet i Lysekil 1983), fullmäktigeledamot 1988–1990 (Lysekils kommun), 1991–1994 (Sotenäs kommun).
Lager var ledamot av riksdagens bostadsutskott 1994–1998 och ledamot av riksdagens konstitutionsutskott 1998–2002. Gruppledare för Miljöpartiets riksdagsgrupp 2000–2002. Ledamot av Riksrevisionens styrelse 2003–2006.